# Zoran Savić
Zoran Savić (in serbo Зоран Савић?; Zenica, 18 novembre 1966) è un ex cestista e dirigente sportivo jugoslavo, dal 2006 serbo.

## Carriera
Con la Jugoslavia ha disputato i Giochi olimpici di Atlanta 1996, i Campionati mondiali del 1990 e tre edizioni dei Campionati europei (1991, 1995, 1997).

## Palmarès

### Squadra
- YUBA liga: 2

Spalato: 1989-90, 1990-91
- Coppa di Jugoslavia: 2

Spalato: 1990, 1991
- Campionato italiano: 1

Virtus Bologna: 1997-98
- Coppa Italia: 1

Virtus Bologna: 1997
- Coppa di Grecia: 1

PAOK Salonicco: 1994-95
- Campionato spagnolo: 1

Barcellona: 2000-01
- Copa del Rey: 1

Barcellona: 2001
- Coppa dei Campioni: 3

Spalato: 1989-90, 1990-91
Virtus Bologna: 1997-98
- Coppa Korać: 1

PAOK Salonicco: 1993-94

### Individuale
- Euroleague Final Four MVP: 1

Virtus Bologna: 1997-98